# Ghulam Haidar Rasuli

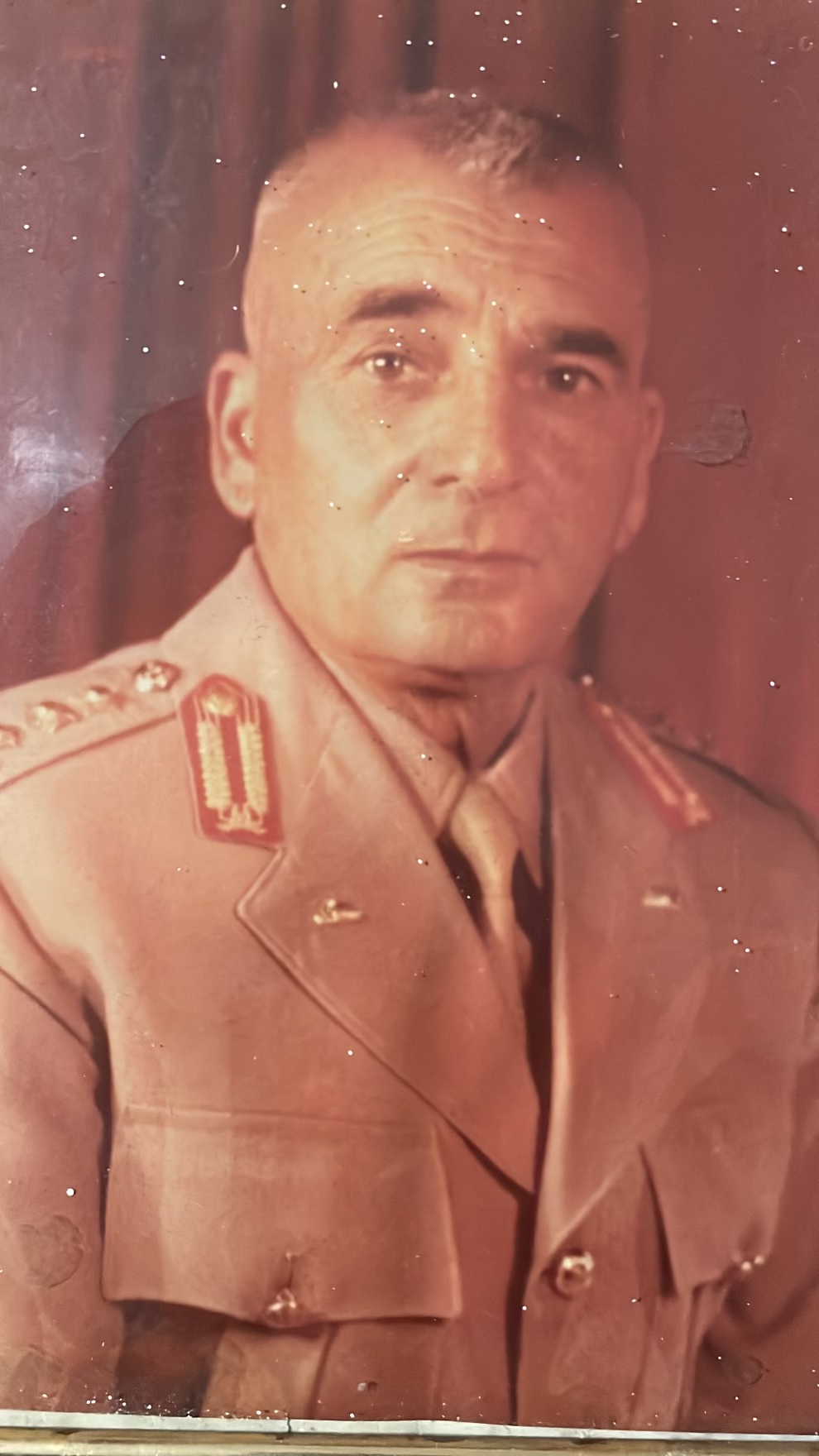
Ghulam Haidar Rasuli (1967)

Major General Ghulam Haidar Rasuli (* 1919 in Rustaq, Takhar; † 28. April 1978 in Kabul, Afghanistan) war ein afghanischer Politiker. Er kam aus dem Ruhestand zurück und verhalf Mohammed Daoud Khan, der 1973 seinen Vetter Mohammed Sahir Schah als König stürzte und die erste afghanische Republik ausrief, zum ersten afghanischen Präsidenten.
1933 schloss er die militärische Ausbildung an der Military High School in Afghanistan ab. Von 1956 bis 1958 erhielt er eine weitere militärische Ausbildung in Indien.
1966 war er als Rekrutierungsdirektor im Ministerium für nationale Verteidigung tätig. 1973 war er für die Zentralkräfte in Afghanistan verantwortlich. Zwei Jahre später wurde er zum Generalstabschef ernannt. Rasuli wurde am 7. November 1977 zum Verteidigungsminister Afghanistans ernannt. Er verstarb während der Saurrevolution am 28. April 1978 in Kabul.